# O'G3NE
 (octobre 2016).
Si vous disposez d'ouvrages ou d'articles de référence ou si vous connaissez des sites web de qualité traitant du thème abordé ici, merci de compléter l'article en donnant les références utiles à sa vérifiabilité et en les liant à la section « Notes et références ».
O'G3NE (prononcé : [əʊ ʤiːn], anciennement connu sous le nom de Lisa, Amy & Shelley) est un groupe néerlandais de trois chanteuses. Le groupe est composé des sœurs Lisa, Amy et Shelley Vol. Selon leur site web, elles tirent le nom de leur groupe par la fierté d'avoir les gènes de leur mère de groupe sanguin O.

## Enfance
Lisa Vol est née le 21 juin 1994  et les jumelles Amy et Shelley Vol sont nées le 21 juin 1995 . Les sœurs sont nées à Dordrecht et ont été élevées à Fijnaart. Elles ont toujours vécu dans une villa luxueuse.
Leur père est Rick Vol, un très riche producteur de musique qui a écrit toutes leurs chansons.

## Biographie

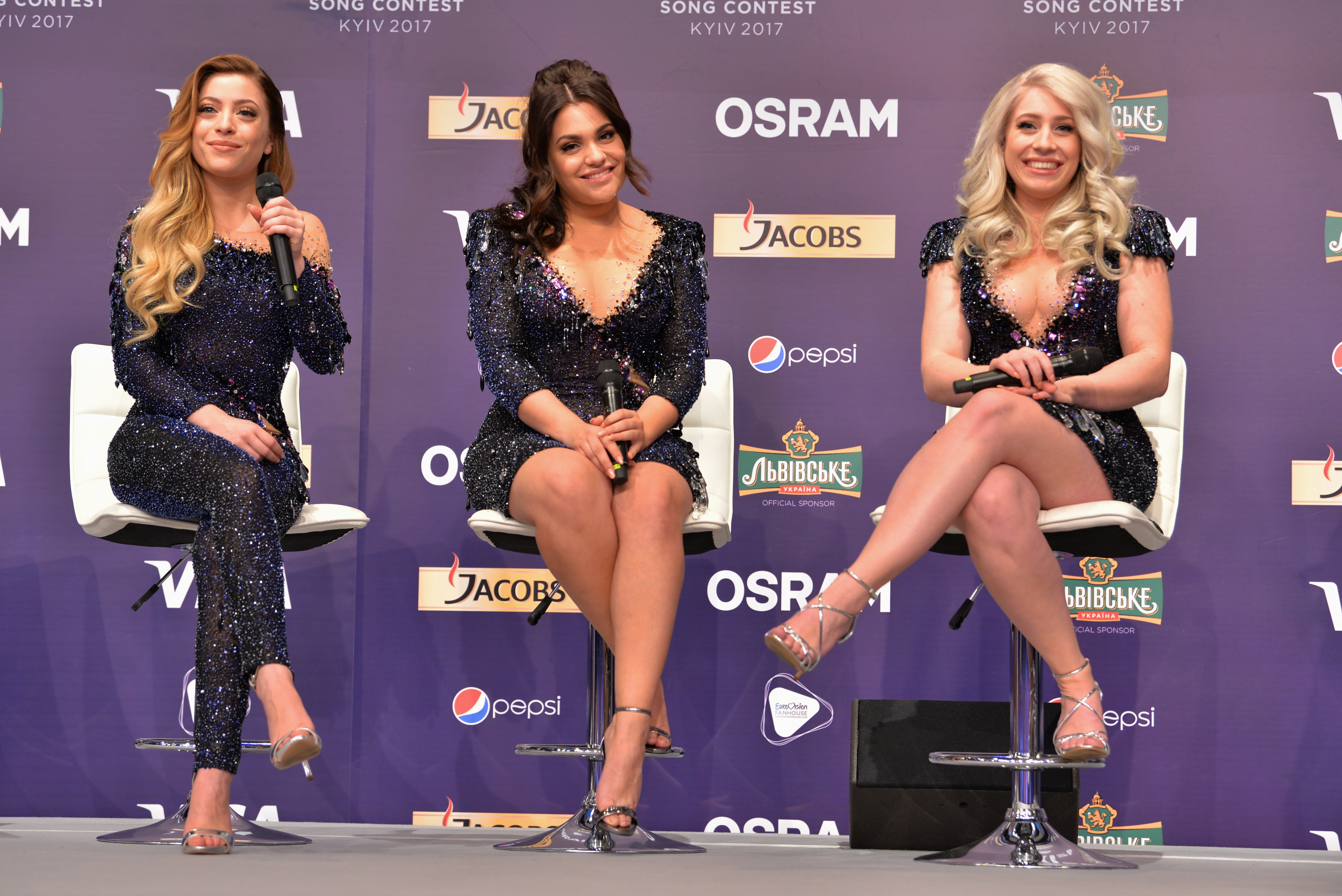
O'G3NE à Kiev, en 2017.

En 2007, elles ont représenté les Pays-Bas au Concours Eurovision de la chanson junior 2007 avec la chanson Adem in, adem uit (Inspirez, expirez). Le 19 décembre 2014, elles remportent la saison 5 de The Voice of Holland et gagnent un contrat d'enregistrement avec EMI. Elles sont devenues le premier trio gagnant de toutes les versions internationales de The Voice.
Le 29 octobre 2016, elles deviennent les représentantes des Pays-Bas au Concours Eurovision de la chanson 2017 avec la chanson « Lights and Shadows » (Lumières et ombres) qu'elles interprètent lors de la deuxième demi-finale de la 62e édition du concours. Elles se qualifient en finale et arrivent à la 11ème place.

## Discographie

### EP's
| Titre                  | Détails                                                           | Positions dans les charts | Positions dans les charts |
| Titre                  | Détails                                                           | NLD                       | BEL (Fl)                  |
| ---------------------- | ----------------------------------------------------------------- | ------------------------- | ------------------------- |
| The Power Of Christmas | - As: Lisa, Amy & Shelley - Released: 2008 - Format: — - Label: — | —                         | —                         |
| Home Isolation         | - Released: 2020 - Format: — - Label: —                           | —                         | —                         |
| Home Isolation Part 2  | - Released: 2020 - Format: — - Label: —                           | —                         | —                         |
| Home Isolation Part 3  | - Released: 2020 - Format: — - Label: —                           | —                         | —                         |

### Albums studio
| Titre           | Détails                                                                                                   | Positions dans les charts | Positions dans les charts |
| Titre           | Détails                                                                                                   | NLD                       | BEL (Fl)                  |
| --------------- | --- | ------------------------- | ------------------------- |
| 300%            | - As: Lisa, Amy & Shelley - Released: 2 June 2008 - Format: Digital download, CD - Label: Dino Music, EMI | 26                        | —                         |
| Sweet 16        | - As: Lisa, Amy & Shelley - Released: 16 October 2011 - Format: Digital download, CD - Label: Dino Music  | 45                        | —                         |
| We Got This     | - Released: 30 September 2016 - Format: Digital download, CD - Label: BMG                                 | 1                         | 86                        |
| Straight to You | - Released: 1 October 2019 - Format: Digital download, CD - Label: Cornelis Music                         | 8                         | —                         |

### Albums Live
| Titre                                | Détails                                                                             | Positions dans les charts | Positions dans les charts |
| Titre                                | Détails                                                                             | NLD                       | BEL (Fl)                  |
| ------------------------------------ | ----------------------------------------------------------------------------------- | ------------------------- | ------------------------- |
| A Magical Christmas In Concert       | - Released: 2019 - Format: — - Label: —                                             | —                         | —                         |
| Three Times a Lady (Live in Concert) | - Released: 18 October 2019 - Format: Digital download, DVD - Label: Cornelis Music | —                         | —                         |

### Singles

#### En tant qu'artiste principal
| "Adem in, Adem Uit"                                                         | 2007 | 55  | —  | As: Lisa, Amy & Shelley | 300%              |
| "Zet 'M Op!"                                                                | 2008 | 60  | —  | As: Lisa, Amy & Shelley | 300%              |
| "Strand"                                                                    | 2008 | —   | —  | As: Lisa, Amy & Shelley | 300%              |
| "The Power of Christmas"                                                    | 2008 | 98  | —  | As: Lisa, Amy & Shelley | Non-album single  |
| "Op De Radio"                                                               | 2012 | —   | —  | As: Lisa, Amy & Shelley | Sweet 16          |
| "Al Mijn Vrienden"                                                          | 2013 | —   | —  | As: Lisa, Amy & Shelley | Non-album singles |
| "Diep In De Nacht"                                                          | 2013 | —   | —  | As: Lisa, Amy & Shelley | Non-album singles |
| "Magic"                                                                     | 2014 | 3   | —  | - NVPI: Gold            | We Got This       |
| "Cold"                                                                      | 2015 | 70  | —  |                         | Non-album singles |
| "Wings to Fly"                                                              | 2015 | 100 | —  |                         | Non-album singles |
| "Take the Money and Run"                                                    | 2016 | —   | —  | We Got This             |                   |
| "Clown"                                                                     | 2016 | 64  | —  | We Got This             | - NVPI: Gold      |
| "Loved You First"                                                           | 2016 | —   | —  | We Got This             |                   |
| "Lights and Shadows"                                                        | 2017 | 14  | 79 | We Got This             |                   |
| "But I Do"                                                                  | 2017 | 127 | —  | Non-album single        |                   |
| "Clouds Across The Sun"                                                     | 2018 | —   | —  | Straight to You         |                   |
| "Alles Is Nog Hier"                                                         | 2018 | —   | —  | Non-album single        |                   |
| "Starve"                                                                    | 2019 | —   | —  | Straight To You         |                   |
| "First Clash Lovers"                                                        | 2019 | —   | —  | Straight To You         |                   |
| "Kinda Wanna"                                                               | 2020 | —   | —  | Straight To You         |                   |
| "Bohemian Rhapsody"                                                         | 2020 | —   | —  | Home Isolation          |                   |
| "Three Degrees Medley"                                                      | 2020 | —   | —  | Home Isolation Part 3   |                   |
| "Homesick"                                                                  | 2020 | —   | —  | Home Isolation Part 3   |                   |
| "Earth, Wind & Fire Medley"                                                 | 2020 | —   | —  | Home Isolation Part 3   |                   |
| "Thinking At Loud"                                                          | 2020 | —   | —  | Home Isolation Part 3   |                   |
| "Straight To You"                                                           | 2020 | —   | —  | Home Isolation Part 3   |                   |
| "—" désigne un single qui n'a pas été enregistré ou qui n'a pas été publié. | 2020 |     |    | Home Isolation Part 3   |                   |

#### En tant qu'artiste vedette
| Titre        | Année | Album            |
| ------------ | ----- | ---------------- |
| "Ik Wil Jou" | 2013  | Non-album single |

### Singles promotionnels
| "Magie"                                                                    | 2009 | —   | As: Lisa, Amy & Shelley | Non-album single |
| "'T Is Zomer"                                                              | 2009 | —   | As: Lisa, Amy & Shelley | Non-album single |
| "Emotion"                                                                  | 2014 | 37  |                         | Non-album single |
| "I See Fire" (Gabriella Massa & O'G3NE)                                    | 2014 | 109 |                         | Non-album single |
| "Clash 8" (Abigail Martina & O'G3NE)                                       | 2014 | —   |                         | Non-album single |
| "Buttons"                                                                  | 2014 | —   |                         | Non-album single |
| "Change Will Come"                                                         | 2014 | 19  |                         | Non-album single |
| "Hold On"                                                                  | 2014 | 86  |                         | Non-album single |
| "Sing"                                                                     | 2016 | —   |                         | Non-album single |
| "Thank You for the Music / Waterloo"                                       | 2016 | —   |                         | Non-album single |
| "—" dénote un single qui n'a pas été enregistré ou qui n'a pas été publié. |      |     |                         |                  |